# エジソン・ルイス・ダ・シルバ・デ・ファチマ
エジソン・ルイス・ダ・シルバ・デ・ファチマ（Edson Luiz da Silva de Fátima、1989年9月30日 - ）は、ブラジル出身のサッカー指導者。

## 来歴
日本航空第二高校を卒業後、2008年から日本航空高校蹴球部及びJAA FC甲斐CIELOのコーチを務め、ジュニア世代からユース世代まで指導する。
2013年より、ヴァンフォーレ甲府のアシスタントコーチ兼通訳に就任。2015年1月、退任が発表された。

## 所属クラブ
- 2000年 - 2003年  リセンデFC
- 2003年 - 2005年  CFZ
- 2005年 - 2008年  日本航空第二高等学校

## 指導歴
- 2008年 - 2011年  日本航空高等学校蹴球部 コーチ
- 2008年 - 2011年  JAA FC甲斐CIELO コーチ
- 2013年 - 2014年  ヴァンフォーレ甲府 アシスタントコーチ兼通訳